# Pedro Leão Veloso
Pedro Gomes Leão Veloso (Itapicuru, 1 de janeiro de 1828 — Rio de Janeiro, 2 de março de 1902) foi um juiz, jornalista e político brasileiro.

## Biografia
Foi deputado provincial, deputado geral, presidente de província e senador do Império do Brasil de 1879 a 1889.
Foi presidente da província do Espírito Santo, de 4 de fevereiro de 1859 a 14 de abril de 1860. Presidiu a província do Maranhão de 24 de março a 25 de abril de 1861. Presidiu a província do Rio Grande do Norte de 17 de maio de 1861 a 14 de maio de 1863. Presidiu a província do Piauí, de 30 de junho a 4 de dezembro de 1863. Presidiu a província do Ceará de 16 de outubro de 1867 a 15 de abril de 1868 e de 1 de abril a 16 de dezembro de 1881.
Casou-se com Francisca Autran da Mata e Albuquerque, com quem teve um filho homônimo, Pedro Leão Veloso Filho.